# Jitzhak-Meir Levin

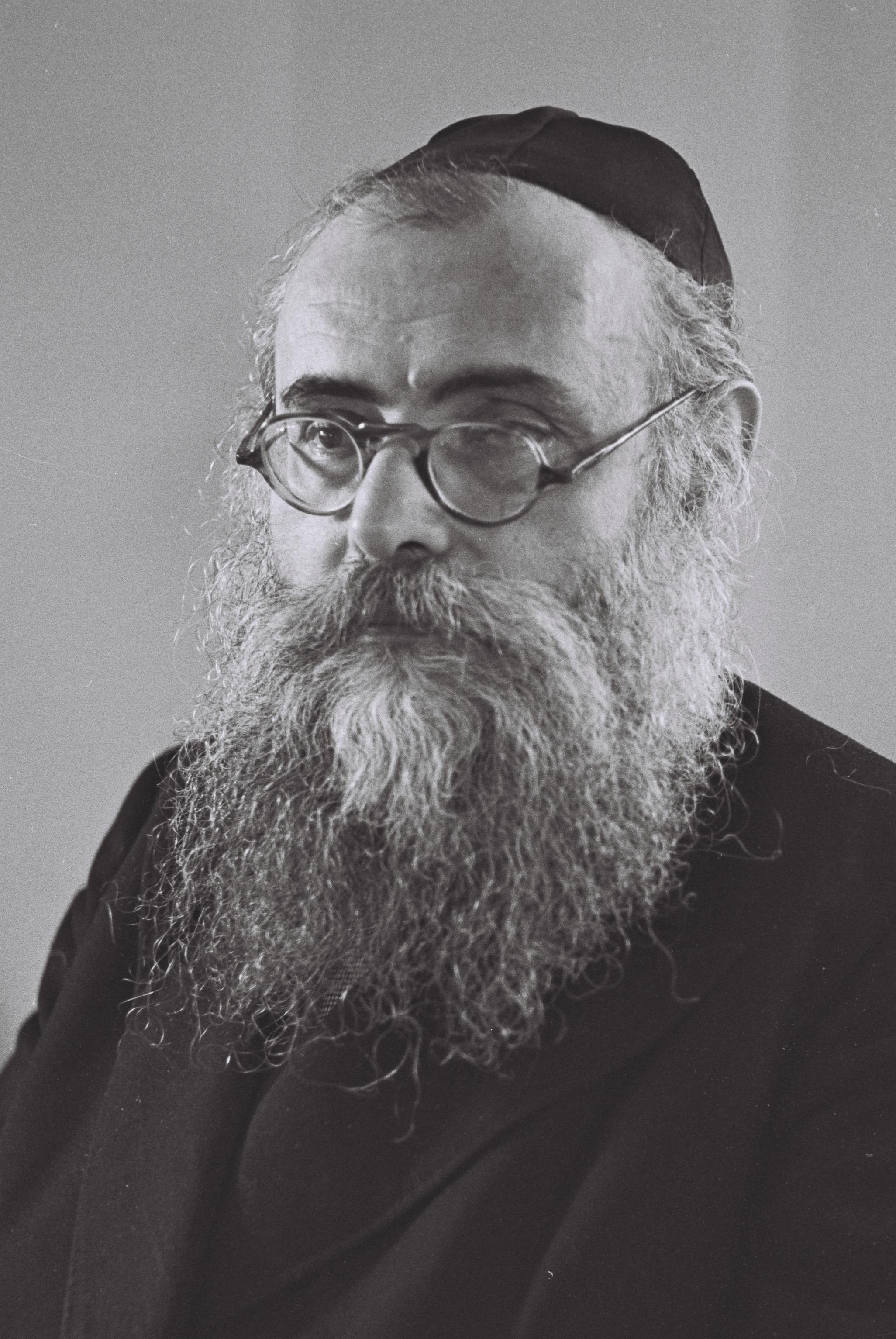
Jitzhak-Meir Levin 1951

Jitzhak-Meir Levin (hebräisch יצחק-מאיר לוין; geb. 30. Januar 1893 in Góra Kalwaria; gest. 7. August 1971 in Jerusalem) war ein israelischer Politiker, Minister und charedischer Rabbiner.

## Biografie
Jitzhak-Meir Levin wurde am 30. Januar 1893 in Góra Kalwaria, einer Hochburg des ultra-orthodoxen Judentums, als Sohn von Zvi Hanoch Heinich HaKohen Levin und Feigele Levin geborene Alter, geboren. Seine Ausbildung zum Rabbiner erfolgte an einer Talmudhochschule.
Verheiratet war er mit Dwora-Matel Lewin (hebräisch מאטיל לוין אלתר) (geboren 1. Februar 1891, gestorben 22. Juli 1981), Tochter des Avraham Mordechai Alter, dem dritten Gerrer Rebbe. Gemeinsam hatten sie neun Kinder. Im Jahr 1940 verließ die Familie von Jitzhak-Meir Levin Polen im Zuge der Alija in das Völkerbundmandatsgebiet Palästina.
Nach seinem Tode am 7. August 1971 in Jerusalem wurde er auf dem jüdischen Friedhof auf dem Ölberg bestattet.

### Politischer Werdegang
An der Gründung der Agudath Israel in Polen war Jitzhak-Meir Levin, unter anderem durch den Einfluss seines Schwiegervaters, beteiligt. Durch den regen Zulauf konnte die Organisation an den Wahlen zum Stadtparlament von Warschau im Jahr 1924 eine eigene Liste aufstellen. Jitzhak-Meir Levin zog im Anschluss an die Wahlen in das Stadtparlament ein.
Im Jahr 1917 war er an der Begründung des Bais-Yaakov-Schulsystem beteiligt. In diesen Schulen konnten Mädchen und junge Frauen aus religiösen Familien ihre Schulbildung erwerben, wie dies zuvor nur Jungen an den Cheder möglich war.
In das Präsidium der Agudath Israel Weltorganisation wurde er 1929 gewählt. Acht Jahre später wurde er zu einem der beiden Co-Vorsitzenden der Agudath Israel Weltorganisation.
Nach den Parlamentswahlen in Polen 1938 konnte Jitzhak-Meir Levin in die Sejm einziehen. Im Zuge der Auflösung der Zweiten Polnischen Republik nach dem Ausbruch des Zweiten Weltkrieges verlor er sein Mandat in der Sejm. In der Folgezeit unterstützte er Flüchtlinge in Warschau.
Er wurde nach seiner Ankunft im Völkerbundsmandatsgebiet Palästina der führende Kopf von Agudat Jisra’el.
Bei der Konstituierung der Provisorischen Regierung Israels am 12. April 1948 wurde er Minister für Wohlfahrt.
Am 14. Mai 1948 war er einer von 37 Unterzeichnern der Unabhängigkeitserklärung Israels.
Bei der der Unabhängigkeitserklärung folgenden Parlamentswahl am 25. Januar 1949 wurde er in die Erste Knesset als Abgeordneter der Vereinigten Religiösen Front gewählt. In der Koalitionsregierung unter Leitung von David Ben-Gurion wurde er Wohlfahrtsminister. Nach der Auflösung der Regierung am 15. Oktober 1950 und der gescheiterten Regierungsneubildung ohne die Vereinigte Religiöse Front kam es am 1. November 1950 zur Bildung einer neuen Regierung mit den gleichen Koalitionspartnern. Wieder übernahm Jitzhak-Meir Levin das Wohlfahrtsministerium. Diese Regierung hielt bis zum 14. Februar 1951. Bei den folgenden Parlamentswahlen am 30. Juli 1951 wurde Jitzhak-Meir Levin wieder in die Zweite Knesset gewählt und bei der Regierungsbildung wieder Wohlfahrtsminister. In dieser Regierung blieb Jitzhak-Meir Levin bis zum Bruch der Regierungskoalition am 19. Dezember 1952. Bis zu seinem Tode 1971 war er an keiner weiteren Regierung beteiligt, wurde jedoch in die Dritte, Vierte, Fünfte, Sechste und Siebente Knesset gewählt.
Er gründete 1949 die Tageszeitung HaModia (hebräisch הַמּוֹדִיע), die als Sprachrohr für die Agudat Jisra’el fungiert.